# نظرية دينج شياو بينج

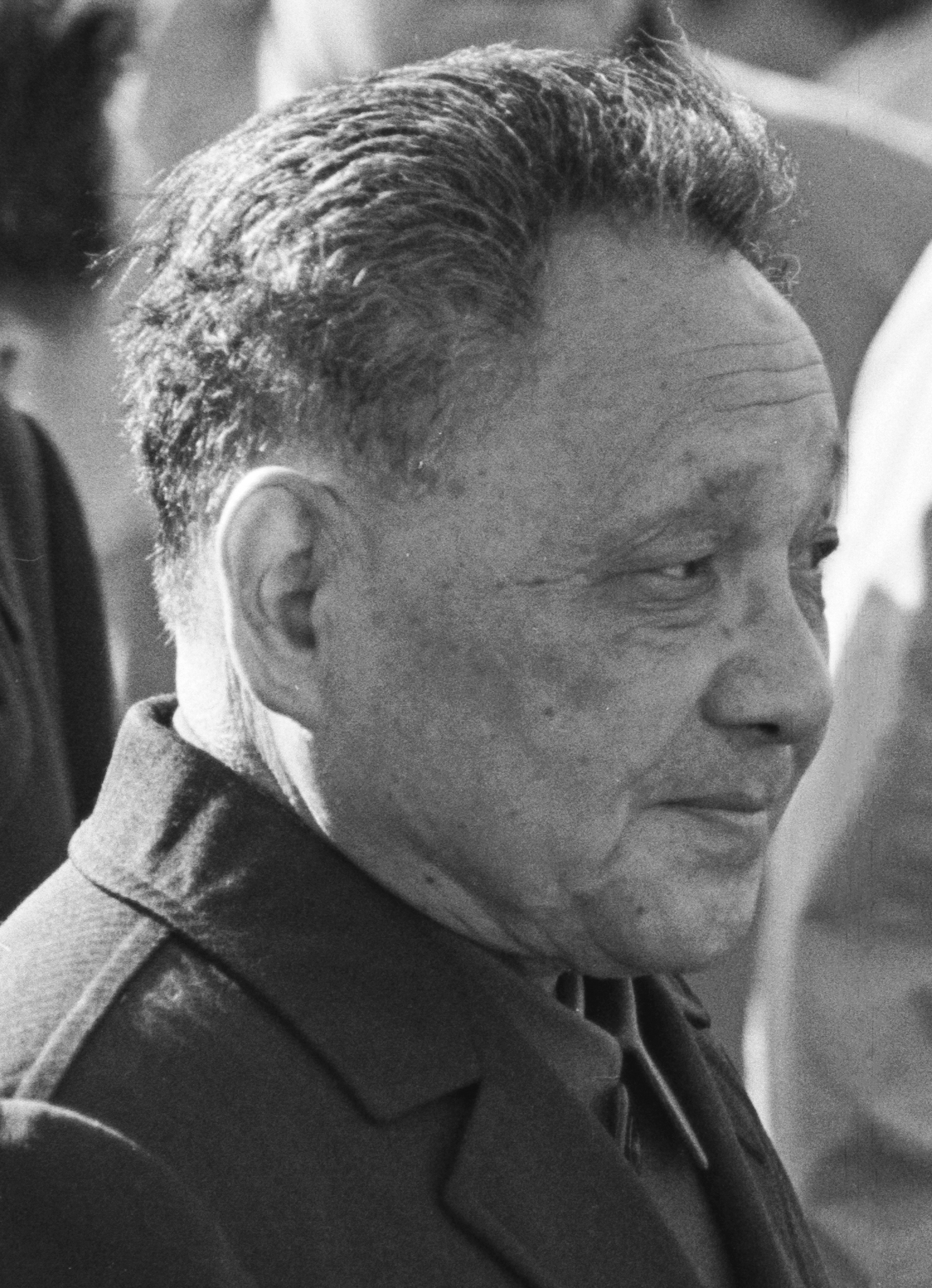
دينج شياو بينج قاد الصين بين عامي 1978 و 1992

نظرية دينج شياو بينج (والمعروفة أيضًا باسم الدينجية) ،  هي سلسلة من الفكر والأيديولوجيات السياسية والاقتصادية التي طورها لأول مرة الرئيس الصيني دينج شياو بينج. :1500لا ترفض النظرية الماركسية اللينينية أو الماوية، ولكنها تدَعي بدلاً من ذلك أنها تتكيف مع الظروف الاجتماعية والاقتصادية المُعاصرة في الصين.
لعبت النظرية دورًا مهمًا في اقتصاد الصين الحديث، حيث أكد (دينج) على أهمية انفتاح الصين على العالم الخارجي،  وتطبيق مبدأ الدولة الواحدة ونظامان مُختلفان،  :1500 والدعوة إلى البراجماتية أو الواقعية السياسية والاقتصادية.

## ملخص
إستيحاءًا من سياسة لينين الاقتصادية الجديدة،  شجعت نظرية (دينج) على بناء الاشتراكية داخل الصين من خلال جعلها تستوعب بعض (الخصائص الصينية)،  والتي استرشدت بالأصل بسياسة الإصلاح الاقتصادي في الصين بهدف التحسين الذاتي والتنمية للنظام الاشتراكي. ولم تقترح نظريته تحسين أو تطوير النظام الاقتصادي المغلق في الصين، بل تقترح الإطاحة بالنظام الاقتصادي القائم وإستبداله بنظام أكثر انفتاحًا.
وقد رأى (دينج) أن الاستقرار الداخلي عامل مهم في التنمية الاقتصادية، حيث قال: « الصين في الحاجة الماسة إلى الاستقرار. وبدون بيئة مُستقرة، لا يمكننا تحقيق أي شيء، بل ربما نخسر ما اكتسبناه ». وأضاف أن « الاستقرار هو المنطلق الأساسي للإصلاح والتنمية. وبدون الاستقرار لا يمكن تحقيق أي شيء. » 
وتدين جمهورية الصين الشعبية بنموها الاقتصادي إلى حد كبير لإهتمام دينج شياو بينج بالإنتاج الاقتصادي، في ظل نظرية القوى المنتجة (وهي مجموعة فرعية من النظرية الماركسية في القرن العشرين). من وجهة نظر دينج، كانت المهمة التي تواجهها القيادة الصينية ذات شقين: (أ) تعزيز تحديث الاقتصاد الصيني، و (ب) الحفاظ على الوحدة الأيديولوجية للحزب الشيوعي الصيني وسيطرته خلال الإصلاحات الصعبة التي يتطلبها التحديث. ويعتقد دينج أنه « فقط من خلال التطوير المستمر للقوى الإنتاجية يمكن لأي بلد أن يصبح قويًا ومزدهرا تدريجيًا، مع ارتفاع مستوى المعيشة ».
جادل دينج بأن بسبب عُزلة الصين في النظام الدولي واقتصادها غير المتطور للغاية، فإن من أجل تحقيق الاشتراكية في الصين وسد الفجوة بين الصين والرأسمالية الغربية، فإنه سيتعين على الصين استيعاب بعض عناصر السوق وأبعاد الرأسمالية في اقتصادها. ولكن، اقترح أن تطبيق ذلك يجب أن يكون من خلال الدولة. هذه المبادئ - في رأي دينج - سَمحت بتفسير أكثر ليبرالية لتحديث الصين إلى دولة اشتراكية، وهذه الابعاد تشمل خصائص السوق مثل التخطيط والإنتاج والتوزيع والتي يمكن تفسيرها على أنها اشتراكية بالأساس. تم تحديد أهداف التحديث بمصطلح التحديثات الأربع (أو الأهداف الأربعة). كانت التحديثات الأربع، التي وضعها (تشوان لاي) في عام 1963، واستمر بها بعده (هوا جيو فينج) بعد عام 1976، هي لتحسين الزراعة والصناعة والدفاع القومي والعلوم والتكنولوجيا في الصين. لا يزال الدينجيون (من يتبعون نظرية دينج) يعتقدون أن الصين تحتاج إلى ملكية عامة للأراضي والبنوك والمواد الخام والصناعات المركزية الاستراتيجية حتى تتمكن الحكومة المُنتخبة ديمقراطياً من اتخاذ القرارات حول كيفية استخدامها لصالح البلاد ككل بدلاً من أصحاب الأراضي، ولكن في الوقت نفسه ، يُسمح بالملكية الخاصة وتشجيعها في صناعات السلع النهائية والخدمات. وفقا لنظرية دينج، الماَلكون الخاصين في هذه الصناعات ليسوا بورجوازيين. لأن وفقاً لنظرية الماركسية، البرجوازية تمتلك الأرض والمواد الخام، أما في النظرية الدينجية، يُسمى أصحاب الشركات الخاصة بمؤسسات مَدنية.
وللحفاظ على الوحدة الأيديولوجية، صاغ دينج شياو بينج في نظريته (المبادئ الأساسية الأربعة)  التي يجب على الحزب الشيوعي الصيني التمسك بها:
- الروح الأساسية للشيوعية ؛
- النظام السياسي لجمهورية الصين الشعبية، المعروف باسم: (دكتاتورية الشعب الديمقراطية) ؛
- قيادة الحزب الشيوعي و ؛
- الماركسية اللينينية وفِكر (ماو تسي تونج).

في عام 1992، وبعد أربعة عشر عامًا من تولي دينج منصب رئاسة الصين، شرع في جولة في جنوب الصين. وخلال هذه الجولة ألقي بعبارته الشهيرة: (الإنفتاح). وبالتالي أصبح (الانفتاح) هو المصطلح الأساسي للتنمية الاقتصادية في الصين حتى يومنا هذا.
يتخذ الدينجيون أيضًا موقفًا رافضًا للغاية ضد أي شكل من أشكال عبادة الشخصية التي تجلت في الصين خلال حُكم ماو تسي تونج والاتحاد السوفيتي تحت حُكم ستالين وكوريا الشمالية الحالية خلال حُكم آل كيم.
تُقلل نظرية دينج شياو بينج من شأن تركيز الماويين على الصراع الطبقي على أساس أن هذا الصراع من شأنه أن يصبح عائقاً أمام التنمية الاقتصادية للصين. وتؤكد أنها تدعم الشيوعية، وديكتاتورية البروليتاريا، وقيادات الحزب الشيوعي، والماركسية اللينينية، وفكر ماو تسي تونج. بموجب هذا الرأي، فإن التمسك بفكر ماو تسي تونج لا يعني التقليد الأعمى لأفعال ماو.
وفقًا للأكاديمي ريتشارد باوم، فلم يبق سوى القليل من الافكار لنهج ماو في فِكر دينج. 

## إرثه
لعبت نظرية دينج شياو بينج دورًا حاسمًا في تحويل الصين من إقتصاد التخطيط المركزي الذي كانت تُسيطر عليه الدولة بالكامل سابقًا إلى اقتصاد السوق الاشتراكي، مما أدى إلى زيادة سريعة في النمو الاقتصادي داخل البلاد، والمعروفة باسم (المعجزة الاقتصادية الصينية).
وقد أدت إلى زيادة معدل نمو الناتج المحلي الصيني الإجمالي (GDP) إلى نمو أكثر من 8% سنويًا لمدة ثلاثين عامًا. فأصبحت الصين تمتلك الآن ثاني أكبر اقتصاد من حيث الناتج المحلي الإجمالي (الإسمي) في العالم. وبسبب نجاح الدينجية، تبنت دول مثل فيتنام ولاوس أيضًا أفكار وسياسات مُماثلة، مما سمح للاوس مثلًا بزيادة معدل نمو الناتج المحلي الإجمالي الحقيقي إلى 8.3%. وبدأت كوبا أيضاً في تبني مثل هذه الأفكار.
وقد ورث (جيانج تسه مين) نظرية دينج، جنباً إلى جنب مع أفكار من فكر ماو تسي تونج والماركسية اللينينية، ليكونوا نظرية اجتماعية سياسية تعرف بإسم (التمثيلات الثلاثة). وقد أُضيفت هذه النظرية إلى دستور الحزب الشيوعي الصيني عام 2002.
بعد أن أصبحت بمثابة الدليل السياسي الرئيسي للحزب الشيوعي الصيني منذ المؤتمر الوطني الحادي عشر للحزب الشيوعي الصيني في عام 1978، تم ترسيخ النظرية في دستور الحزب الشيوعي الصيني كأيديولوجية مُرشدة للعمل بها في عام 1997. كما تم كتابتها لاحقًا في دستور جمهورية الصين الشعبية.

## أنظر أيضا
- ثلاثة يمثل
- النظرة العلمية للتنمية
- الاقتصاد المتدفق
- اقتصاد السوق الاشتراكي
- نظرية القوى المنتجة
- التحريفية (الماركسية)
- التيتوية
- البيريسترويكا
- فكر شي جين بينج
- السياسة الاقتصادية الجديدة